# Nick Twisk
Nick Twisk (13 maart 2003) is een Nederlands voetballer die als middenvelder voor Jong AZ speelt.

## Carrière
Nick Twisk speelde in de jeugd van VV Zeevogels en AZ, waar hij in 2019 een contract tot medio 2022 tekende. Hij debuteerde in het betaald voetbal voor Jong AZ op 30 april 2021, in de met 0-1 gewonnen uitwedstrijd tegen Roda JC Kerkrade. Hij kwam in de 90+1e minuut in het veld voor Fedde de Jong.

### Statistieken
| Seizoen                   | Club           | Land           | Competitie     | Competitie | Competitie | Beker | Beker | Totaal | Totaal |
| Seizoen                   | Club           | Land           | Competitie     | Wed.       | Dlp.       | Wed.  | Dlp.  | Wed.   | Dlp.   |
| ------------------------- | -------------- | -------------- | -------------- | ---------- | ---------- | ----- | ----- | ------ | ------ |
| 2020/21                   | Jong AZ        | Nederland      | Eerste divisie | 1          | 0          | –     | –     | 1      | 0      |
| Carrièretotaal            | Carrièretotaal | Carrièretotaal | Carrièretotaal | 1          | 0          | 0     | 0     | 1      | 0      |
| Bijgewerkt op 16 mei 2021 |                |                |                |            |            |       |       |        |        |